# Agrale
Agrale (раніше AGRISA) — бразильський виробник сільськогосподарської техніки. Заснована в 1962 році, вона базується в Кашіас-ду-Сул в штаті Ріу-Гранді-ду-Сул. Agrale виробляє трактори, комерційний транспорт, військову техніку, автобусні шасі та двигуни.